# Reuben Burrow
Pour les articles homonymes, voir Burrow.
Reuben Burrow,  (30 décembre 1747–7 juin 1792), est un mathématicien et un orientaliste anglais.

## Traces biographiques
Fils de petit fermier, clerc et  occasionnellement ouvreur de théâtre, Burrow, enseigna tout d'abord  à Portsmouth. Il y devint l'assistant de l'Observatoire de Greenwich.
En 1770,  il ouvrit une école à  Greenwich et enseigna à la Tour en 1776.  Il édita de 1775 à 1882 un almanach pour femmes et hommes. Employé comme enseignant des ingénieurs et des directeurs de travaux au Bengale de 1782 à 1792, il y devint  l'assistant de l'astronome royal Nevil Maskelyne de la Royal Navy. Burrow  fit appel à cette occasion à des astronomes autochtones pour obtenir les coordonnées des villes et autres lieux. Il proposa en 1789 la création d'un observatoire astronomique a Madras. Sa proposition fut rejetée. Membre de l'Asiatic Society of Bengal, il tenta la traduction d'un certain nombre de travaux mathématiques indiens, tant en algèbre qu'en géométrie. On lui doit une tentative de restauration des travaux d'Apollonius de Perge dans la tradition inaugurée par Marino Ghetaldi.

## Travaux
- The ladies and gentlemens diary: or, royal almanack; for the year of our Lord, from 1775 to 1882.

- 1779 : A restitution of the geometrical treatise of Apollonius Pergæus on inclinations. Also the theory of gunnery; or the doctrine of projectiles in a non-resisting medium.  chez  C. Etherington.

- 1788 : Remarks on the artificial horizons.

- 1788 : Method of calculating the moon's parallaxes in latitude and longitude

- 1788 : Hints relative to friction in mechanics

- 1790 :  Observations of some of the eclipses of Jupiter's satellites

- 1790 : A proof that the Hindoos had the binominal theorem
- Postume : The gentleman's mathematical companion for the year 1800: containing answers to the last year's enigmas, rebusses, charades, queries, and questions : also, new enigmas, rebuses, charades, queries, and questions, proposed to be answered next year. With a very curious and useful paper on friction, from the Asiatic researches republié par William Davis.

## Articles de revues
- A new and exact method of finding the time and longitude at sea; of very great use to navigators (Corrections de la  méthode Lunaire pour trouver la longitude)[1]

- A new and very useful lemma, necessary in constructing geometrical questions relating to the maxima and minima.

- Observations and Remarks on Perfect Numbers

- A new and easy method of placing a zenith sector in the plane of the meridian.

- A method of finding the latitude at sea from having two altitudes of the sun or a star, and the intermediate time.

- A method of finding the length of any curve by means of equidistant ordinates.

- Of the Geometrical Section of Sums and Differences. (résumé)

## Sources